# نيكولا بركاتشين
نيكولا بركاتشين (بالكرواتية: Nikola Prkačin) مواليد 15 نوفمبر 1975 في دوبروفنيك، هو لاعب كرة سلة كرواتي سابق. بدأ مسيرته الاحترافية في سنة 1993. يبلغ طوله 6 قدم 10 بوصة (2.1 م). مثّل منتخب بلاده. شارك في دورة الألعاب الأولمبية الصيفية سنة 2008. اعتزل اللعب في 2010.

## المسيرة الاحترافية
لعب مع نادي سبليت لكرة السلة من سنة 1993 إلى 1998، ثم لعب مع نادي سيبونا لكرة السلة من سنة 1998 إلى 2003، ثم لعب مع نادي أنادولو إفيس لكرة السلة من سنة 2003 إلى 2007، ثم لعب مع نادي دينامو موسكو لكرة السلة في موسم 2007–2008، ثم لعب مع نادي باناثينايكوس لكرة السلة في سنة 2008، ثم لعب مع نادي سيبونا لكرة السلة في موسم 2008–2009.

## روابط خارجية
- نيكولا بركاتشين على موقع الاتحاد الدولي لكرة السلة (الإنجليزية)
- نيكولا بركاتشين على موقع كرة السلة الأوروبية.كوم (الإنجليزية)
- نيكولا بركاتشين على موقع DraftExpress.com (الإنجليزية)
- نيكولا بركاتشين على موقع ريلجم (الإنجليزية)
- نيكولا بركاتشين على موقع بروبوليرز (الإنجليزية)
- نيكولا بركاتشين على موقع سبورتس رفرنس (الإنجليزية)
- نيكولا بركاتشين على موقع أوليمبيديا (الإنجليزية)